# Zbojštica
Zbojštica (Servisch cyrillisch Збојштица) is een plaats in de Servische gemeente Užice. De plaats telt 172 inwoners (2002).